# Les Chaussons rouges (conte)
Pour l’article homonyme, voir Les Chaussons rouges.
Les Chaussons rouges (en danois : De røde sko), parfois appelé Les Souliers rouges, est un conte de Hans Christian Andersen paru en 1845.

## Résumé
Une paysanne, Karen, est adoptée par une vieille femme riche après la mort de sa mère. Son éducation est vaniteuse et gâtée. Quand elle est adoptée, Karen portait une paire de chaussons rouges usés : sa mère adoptive lui en achète une nouvelle paire, faite sur mesure. Karen aime tellement ses nouvelles chaussures qu'elle les porte même à l'église, mais elle est grondée par la vieille femme : ce n'est vraiment pas correct et elle ne devra y porter que des souliers noirs. Mais le dimanche suivant, Karen ne peut résister à l'envie de mettre ses chaussons rouges. Alors qu'elle s'apprête à rentrer dans l'église, elle rencontre un mystérieux soldat avec une barbe rousse. « Oh, ces chaussures sont parfaites pour danser », lui dit-il. « Elles ne s'enlèveront jamais quand vous danserez », dit-il aux chaussures avant d'en tapoter le bout avec sa main. Après la messe, Karen ne peut s'empêcher de danser, sans s'arrêter, comme si les chaussures la contrôlaient, mais elle réussit finalement à les enlever.
Un jour, alors que sa mère adoptive est gravement malade, Karen part de la maison et va à un bal avec ses chaussons rouges. Elle commence à danser, mais cette fois-ci, elle n'arrive pas à les enlever. Elle continue à danser, nuit et jour, qu'il pleuve ou qu'il neige, à travers monts et marées, en traversant des ronces et des bruyères qui éraflent les jambes de Karen. Elle danse tellement qu'elle ne peut même pas aller à l'enterrement de sa mère adoptive. Un ange lui apparaît, une épée à la main, et la condamne à danser même après sa mort, pour qu'elle serve d'avertissement aux enfants gâtés du monde entier. Karen supplie l'ange de lui accorder pitié mais les chaussons l'emportent avant qu'elle ne puisse entendre sa réponse.
Karen trouve un bourreau et lui demande de lui couper les pieds, ce qu'il fait, mais les chaussons continuent de danser, même s'il n'y reste que les pieds amputés de Karen. Le bourreau lui donne des pieds de bois et des béquilles, et lui apprend le psaume des criminels (probablement le Psaume 51 (50)). Pensant qu'elle a assez souffert des chaussons rouges, Karen décide d'aller à l'église. Cependant ses pieds amputés, toujours dans les chaussons rouges, dansent devant elle et lui bloquent le passage. Elle essaie une seconde fois le dimanche suivant, pensant qu'elle a tout de même sa place à l'église, mais les chaussons rouges lui bloquent une nouvelle fois le passage.
Karen trouve un travail au presbytère, mais le dimanche venu elle n'ose aller à la messe. Elle préfère rester seule chez elle et prier Dieu. L'ange réapparaît, portant cette fois-ci un bouquet de roses, et lui donne la merci qu'elle lui demandait : son coeur se remplit de lumière, de paix et de joie, tant et si bien qu'il éclate. Son âme s'envole au paradis, où personne ne parle des chaussons rouges.

## Contexte
Hans Christian Andersen nomme le personnage de son conte d'après sa propre demi-sœur, qu'il détestait, Karen Marie Andersen. L'histoire prend ses origines dans une histoire à laquelle Andersen a assisté étant petit. Une femme riche avait envoyé de la soie rouge à son père, qui était cordonnier, pour qu'il puisse fabriquer des chaussons de danse pour sa fille. Il utilisa alors du cuir rouge avec la soie et créa une paire de chaussons horrible pour sa cliente. Elle lui dit qu'il n'avait fait que gâcher sa soie, ce à quoi son père répondit : « Dans ce cas, autant gâcher mon cuir aussi », en détruisant les chaussures devant elle.

## Adaptations

### Cinéma
- 1948 : Les Chaussons rouges, film britannique réalisé par Michael Powell ;
- 2013 : Barbie : Rêve de danseuse étoile, film américain de Owen Hurley, librement inspiré du conte ;
- 2015 : The Red Shoes, film d'horreur coréen de Kim Yong-gyun.
- 2019 : Red Shoes and the Seven Dwarfs (en), film d'animation coréen de Hong Sung-ho.

### Cirque
- 2011 : adaptation de The Red Shoes par la compagnie américaine de cirque contemporain Sky Candy.

### Télévision
- 1951 : Le Château hanté, épisode de la série américaine Looney Tunes, qui parodie le conte ;
- 2012 : Out with the Old, épisode 16 de la saison 7 de la série américaine Supernatural, traite d'une paire de chaussons de danse ensorcelés ;
- 2012 : dans l'épisode 26 de la saison 2 de la série australienne Dance Academy, le personnage principal dans le solo de Victoria du film de 1948.

### Littérature
- 2005 : The Dance of Death, roman de Jo Gibson, s'inspire librement du conte ;
- 2013 : The Red Shoes, roman de John Stewart Wynne, replaçant l'histoire du conte dans le New York contemporain[3] ;
- 2015 : The Book Collector, roman de Alice Thompson, traite de plusieurs contes de Hans Christian Andersen, dont Les Chaussons Rouges.

### Musique
- 1993 : The Red Shoes, septième album de Kate Bush, dont le nom est inspiré du film de Michael Powell et du conte d'Andersen ;
- 2011 : le conte inspire le concept de la photographie de Yuri sur la pochette du troisième album de Girls' Generation ;
- 2013 : le titre de la chanson de la chanteuse sud-coréenne IU The Red Shoes, issu de son troisième album Modern Times, est inspiré du conte ;
- 2016 : Les Souliers rouges, conte musical de Cœur de pirate, Marc Lavoine et Arthur H.

### Théâtre
- 2001 : adaptation de The Red Shoes par la compagnie Kneehigh.

### Danse
- 2016 : Les Chaussures rouges, ballet britannique inspiré du conte, créé par Matthew Bourne.
- 2013 : adaptation de The Red Shoes en spectacle de flamenco par la compagnie américaine A'lante Dance Ensemble[4],[5],[6].

### Jeux
- Les Chaussures Rouges est l'inspiration d'une carte de Donjons et Dragons, « Bottes de danse effrénée » ;
- Le jeu vidéo d'horreur The Witch's House contient une énigme qui fait référence à plusieurs contes de fées, dont Les Chaussons Rouges.
- Un des personnages de Goddess of Victory: Nikke s'appelle Red Shoes (Chaussures Rouges)[7].